# Carl Theodor Gossen
Carl Theodor Gossen, auch Charles Théodore Gossen, (* 30. September 1915 in Genf; † 3. Februar 1983 in Basel) war ein Schweizer Romanist und Sprachwissenschaftler.

## Leben
Gossen promovierte in Zürich mit Die Pikardie als Sprachlandschaft des Mittelalters (auf Grund der Urkunden) (Biel 1942). Er habilitierte sich 1952 in Basel bei Walther von Wartburg mit Studien zur syntaktischen und stilistischen Hervorhebung im modernen Italienisch (Berlin 1954). Gossen war Professor in Frankfurt und wurde 1959 als Nachfolger von Toni Reinhard an die Universität Wien berufen (Antrittsvorlesung: Problematik der französischen Sprachkrise, Wien 1960). 1967 wurde er, wiederum als Nachfolger von Toni Reinhard, nach Basel berufen und war 1976/77 Rektor der Universität Basel. Ab 1979 war er Leiter des Französischen Etymologischen Wörterbuchs.

## Schriften
- (zusammen mit Hugo Glättli) 400 gallicismes: A l’usage des élèves des écoles moyennes de la Suisse alémanique, Bern 1948, 2. Auflage 1954
- Petite grammaire de l’ancien picard, Paris 1951
- (Herausgabe in Verbindung) Etymologica. Walther von Wartburg zum siebzigsten Geburtstag, 18. Mai 1958. Von Freunden und Schülern gewidmet. In Verbindung mit Kurt Baldinger, Carl Theodor Gossen, Alwin Kuhn, Toni Reinhard, hrsg. von Hans-Erich Keller, Tübingen 1958
- Französische Skriptastudien. Untersuchungen zu den nordfranzösischen Urkundensprachen des Mittelalters, Wien/Graz/Köln 1967
- Grammaire de l’ancien picard. Éditions Klincksieck, Paris 1970 (und weitere Ausgaben)
- Walther von Wartburg 18. Mai 1888–15. August 1971, in: Vox Romanica 30, 1971, S. 225–241
- Von Sprachdirigismus und Norm. Rektoratsrede, gehalten an der Jahresfeier der Universität Basel am 26. November 1976, Basel 1976
- (zusammen mit André Gendre und  Georges Straka) Mélanges d’études romanes du Moyen Age et de la Renaissance offerts à Jean Rychner par ses collègues, ses élèves et ses amis, Straßburg 1978